# Japansk vaktel
Japansk vaktel (Coturnix japonica) är en fågel i familjen fasanfåglar inom ordningen hönsfåglar. Den ansågs tidigare vara en underart till vanlig vaktel (Coturnix coturnix), men omklassifierades till egen art 1983. Den häckar i östra palearktiska regionen och övervintrar i Sydostasien och östra Kina. IUCN kategoriserar arten som nära hotad i det vilda. Tamformer av japansk vaktel har hållits i Japan under minst 1000 år, och är idag en relativt vanlig burfågel över hela världen.

## Utbredning och systematik
I vilt tillstånd förekommer japansk vaktel huvudsakligen i östra Asien och Ryssland. Utbredningen inkluderar Indien, Korea, Japan, och Kina. Den japanska vakteln kan övervintra i Japan, men flyttar vanligtvis söderut till Vietnam, Kambodja, Laos, och södra Kina. Den behandlas som monotypisk, det vill säga att den inte delas in i några underarter.

## Ekologi

### Biotop
Den japanska vakteln är marklevande och föredrar att gömma sig i områden med tät vegetation. Dess naturliga miljö är gräsmark, buskar och fält som planterats med hög gröda. Den trivs på slätter, ängar och nära vattendrag.

### Häckning
Äggen är gröngula med bruna och svarta fläckar. De läggs i en liten håla på marken, och ruvas när vaktelhönan lagt cirka 8–12 ägg. Äggen ruvas av hönan under i snitt 16,5 dagar. Ungarna växer snabbt och blir flygga efter ungefär 17–19 dagar.

## Status och hot
I vilt tillstånd tros beståndet av japansk vaktel minska relativt kraftigt, förmodligen på grund av jakt och förändringar i jordbruket. Internationella naturvårdsunionen IUCN kategoriserar arten som nära hotad.

## Uppfödning av vaktlar

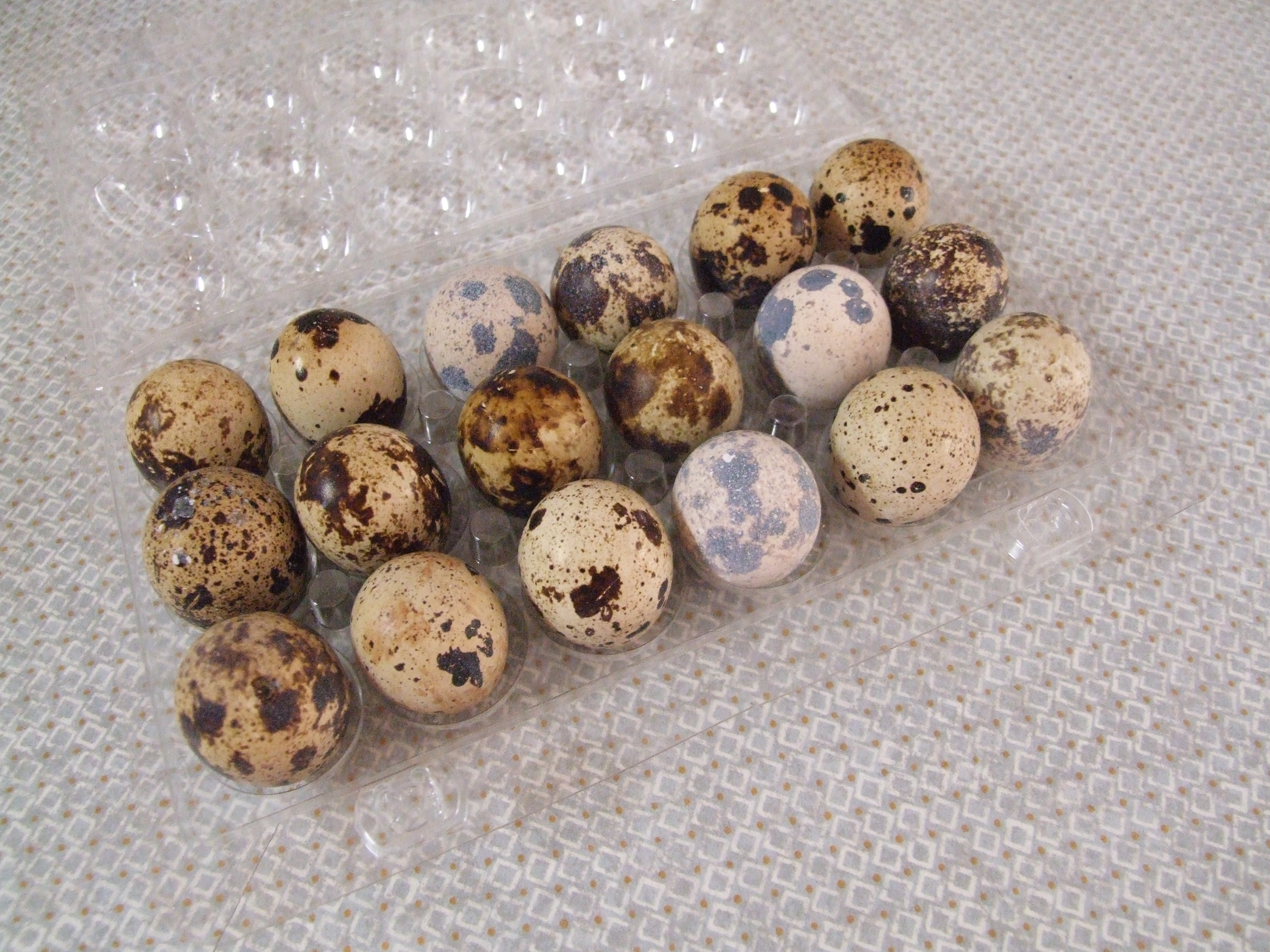
Vaktelägg.

Japanska vaktlar föds upp för ägg och kött, och tamformen förhåller sig till vildformen ungefär som guldfisk till karp. Vakteln har hållits som tamfågel i Japan sedan 1000-talet. Ursprungligen hölls den som sångfågel, men i början av 1900-talet började man avla fram vaktlar för äggens skull. Under andra världskriget var den tama japanska vakteln nära att utrotas, och bara ett fåtal individer av de äggläggande vaktlarna överlevde.
Sedan 1940-talet har den tama japanska vakteln spridit sig över världen. Det finns inga direkta raser, däremot avelslinjer där man tagit fram tyngre individer, större ägg eller vissa färger. I Sverige delas tama japanska vaktlar vanligen in i viktklasser med mer eller mindre etablerade namn.

### Vaktelägg
Vaktelägg brukar anses som en delikatess i västvärlden men är betydligt vanligare i exempelvis Östasien. Tama japanska vaktlar lägger ungefär ett ägg per dygn så länge den ljusa delen av dagen är minst 14 timmar lång. Ett vaktelägg väger 10–15 gram. Näringsvärdet hos vaktelägg påminner om hönsägg, men vakteläggen är mer näringstäta framför allt på grund av att gulan är en större del av äggets totala vikt. Skalen är spröda, så ibland används en särskild sax för att öppna vaktelägg utan att skada gulan.

### Vaktelkött
Vaktlar hålls även som köttfåglar och då främst de tyngre avelslinjerna, där en vaktel väger upp till 200–300 gram.

## Galleri

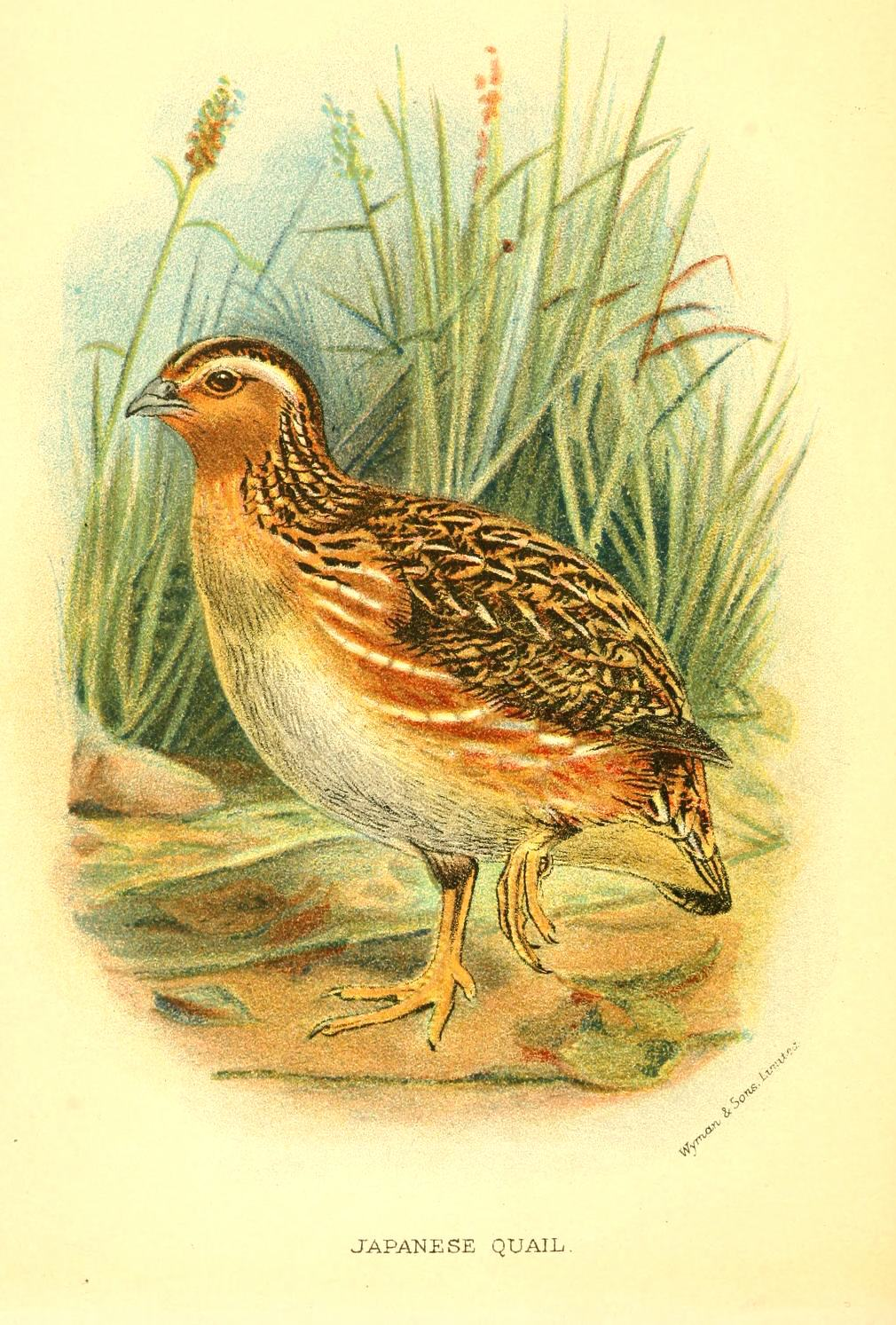
Japansk vaktel i naturlig biotop.
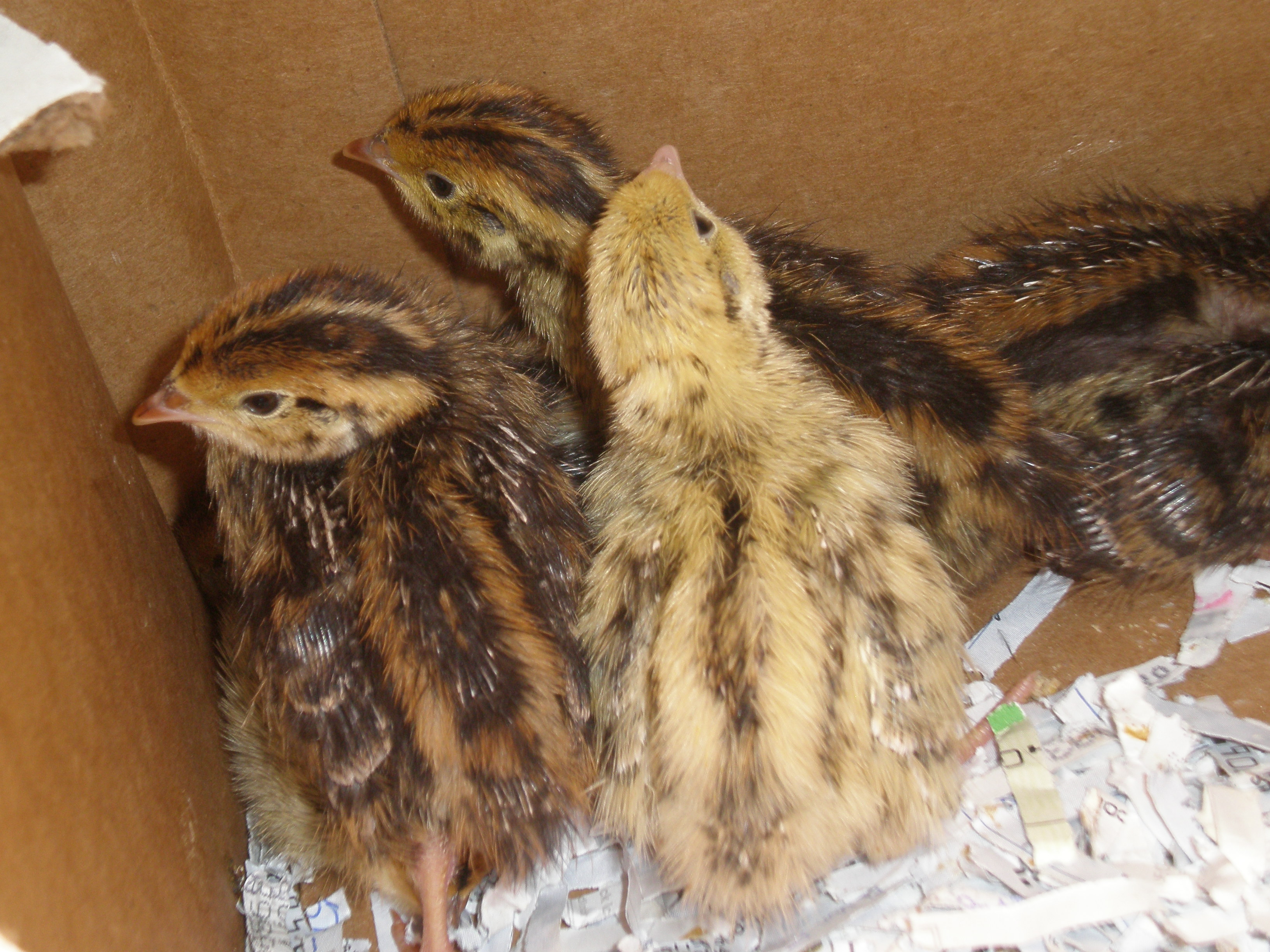
Färgvariation hos unga tamvaktlar.
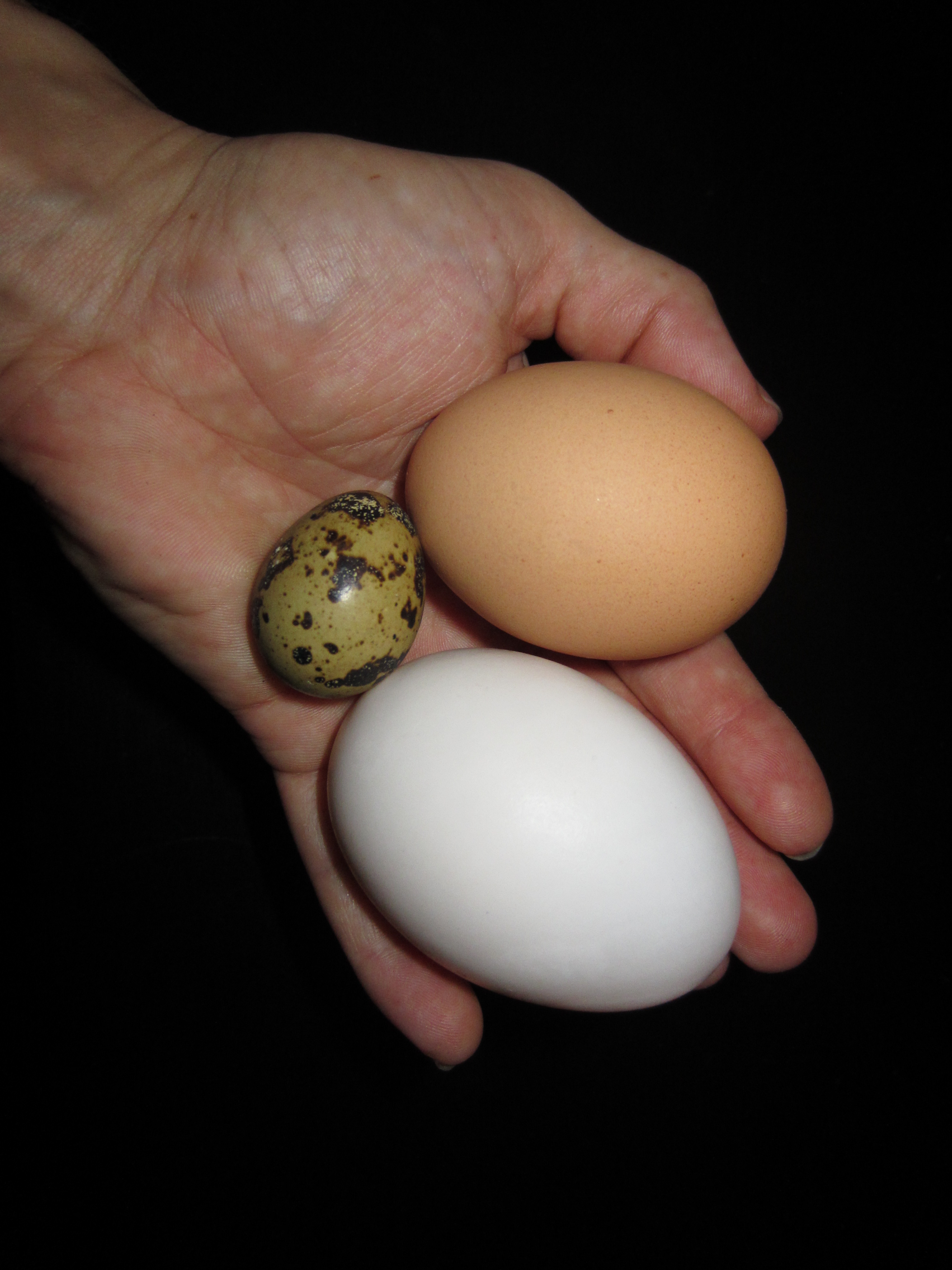
Vaktelägg, hönsägg och ankägg.
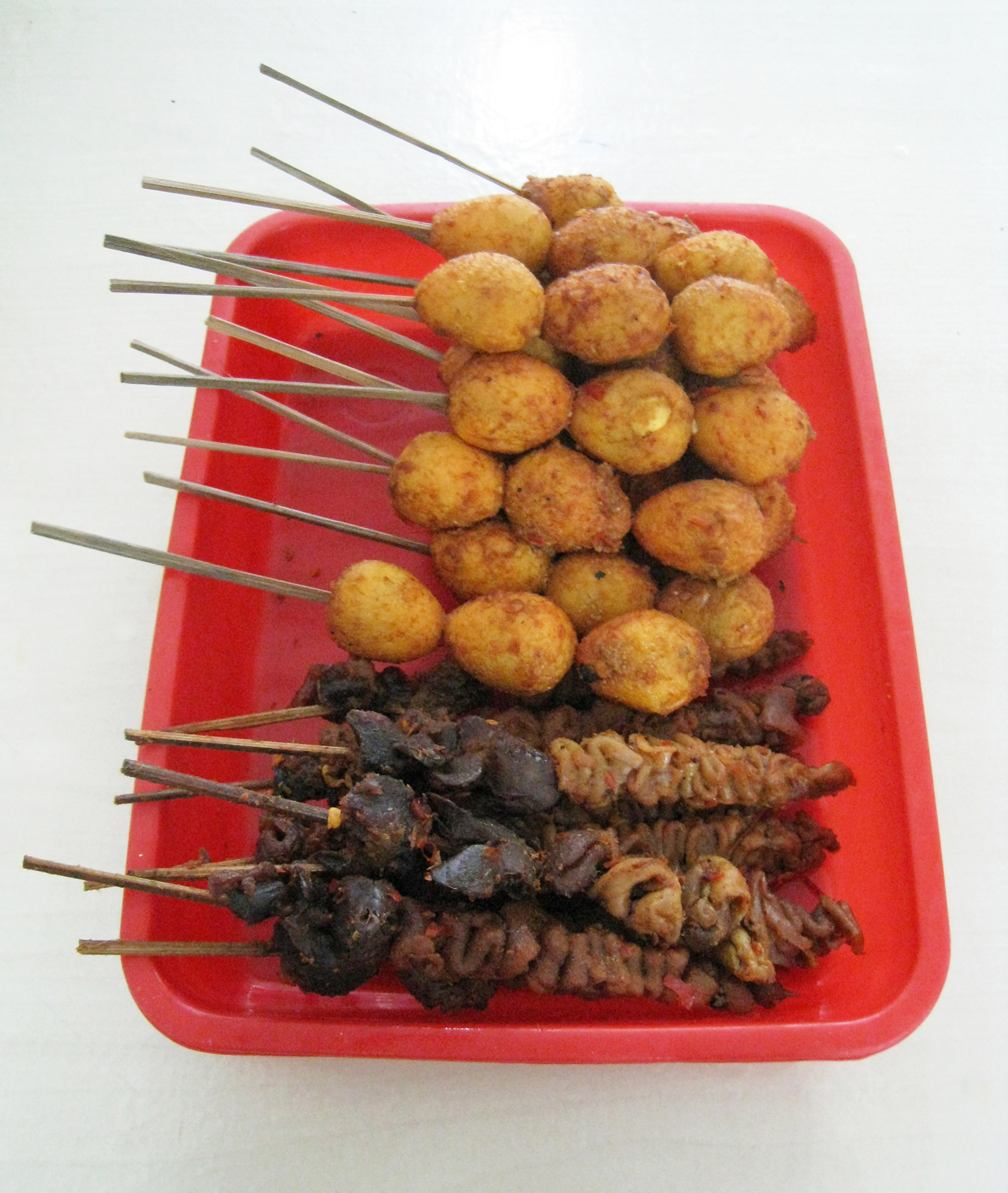
Vaktelägg som indonesiska grillspett.
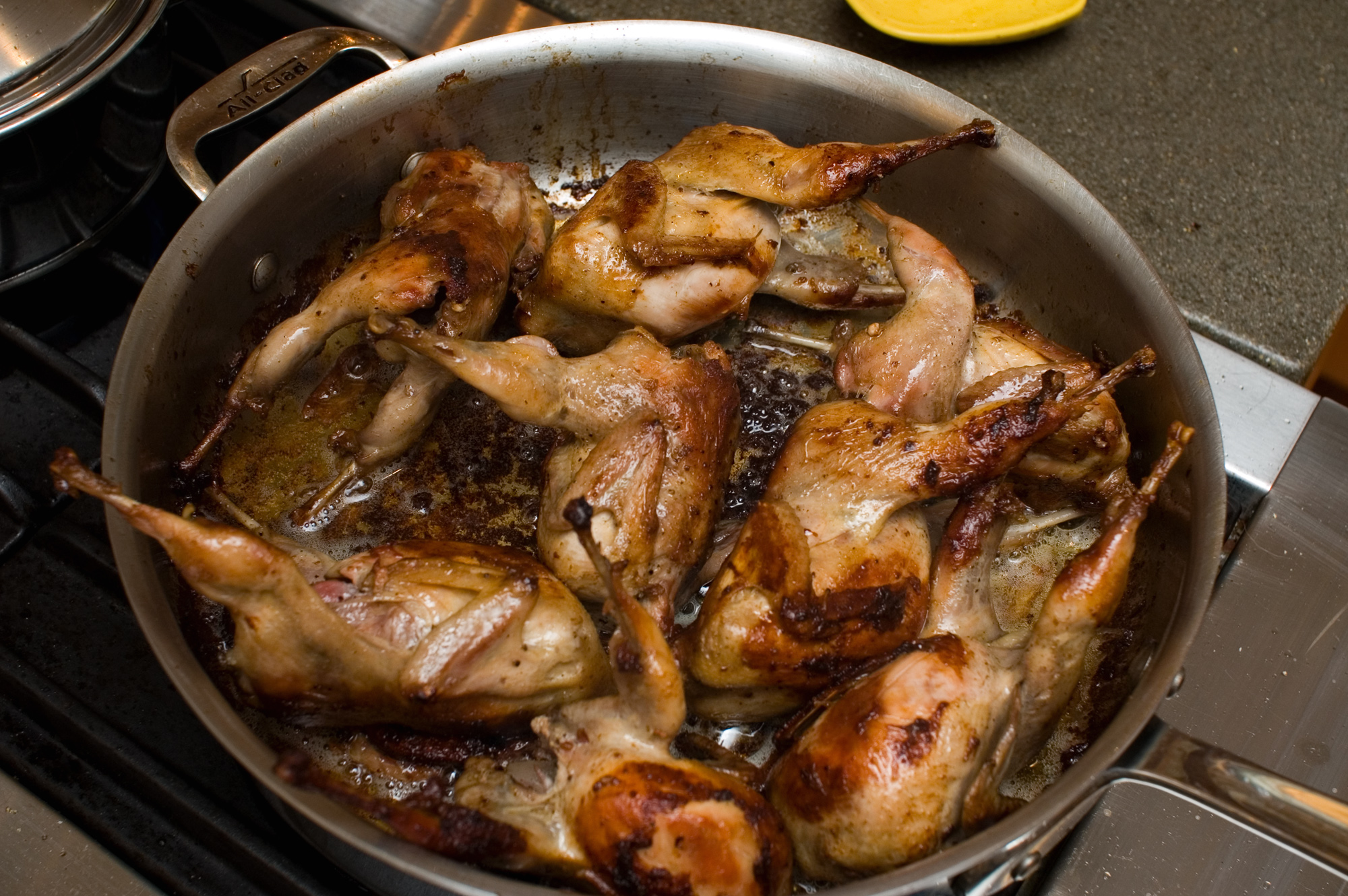
Stekta vaktlar.